# Coryphophylax subcristatus
Coryphophylax subcristatus es una especie de iguanios de la familia Agamidae.

## Distribución geográfica
Es endémica de las islas Andamán y Nicobar, pertenecientes a la India.

## Estado de conservación
Se encuentra amenazada por la pérdida de su hábitat natural.